# Infernal Affairs 2
Série
Infernal Affairs
(2003) Infernal Affairs 3
Pour plus de détails, voir Fiche technique et Distribution.
Infernal Affairs II (无间道II, Mou gaan dou II) est un film hongkongais réalisé par Andrew Lau et Alan Mak, sorti en 2003.

## Synopsis
1991. Dans ce prélude de Infernal Affairs, le policier Chan Wing Yan vient juste d'infiltrer les triades, pendant que le mafieux Lau Kin Ming entre dans la police. Yan a été infiltré par le commissaire Wong, qui est toujours son supérieur dans "Infernal Affairs". Ming a quant à lui été infiltré par Sam, le parrain de Hong Kong de "Infernal affairs", qui n'est à l'époque qu'un second couteau. Le vrai maître de Hong Kong, à cette époque, se nomme Kwun. Quand celui-ci vient à mourir, c'est son fils Hau qui devient le nouveau parrain. C'est dans sa bande que va devoir s'infiltrer Yan... car il n'est autre que le demi-frère de Hau.

## Fiche technique
- Titre : Infernal Affairs II
- Titre original : Wu jian dao 2 (無間道II)
- Réalisation : Andrew Lau et Alan Mak
- Scénario : Felix Chong et Alan Mak
- Musique : Chan Kwong-Wing
- Photographie : Andrew Lau et Man-Ching Ng
- Montage : Pang Ching-Hei et Danny Pang
- Pays d'origine : Hong Kong
- Format : couleurs - 2,35:1 - DTS / Dolby Digital / SDDS - 35 mm
- Genre : policier
- Durée : 119 minutes
- Dates de sortie : 
  -  Hong Kong : 1er octobre 2003
  -  France : 18 juin 2007 (en DVD)

## Distribution
- Edison Chen : Lau Kin Ming
- Shawn Yue : Chan Wing Yan
- Francis Ng (VF : Bruno Choël) : Ngai Wing-Hau
- Anthony Wong : SP Wong
- Eric Tsang : Hon Sam
- Carina Lau (VF : Danièle Douet) : Mary
- Jun Hu (VF : Éric Herson-Macarel) : SP Luk
- Chapman To : Keung